# Kościół Wniebowzięcia Najświętszej Maryi Panny w Bąkowie
Kościół Wniebowzięcia Najświętszej Maryi Panny – zabytkowa drewniana świątynia znajdująca się we wsi Bąków (gmina Kluczbork), jedna z najstarszych w powiecie kluczborskim, należąca do dekanatu Kluczbork w diecezji opolskiej. Dnia 26 listopada 1953 roku, pod numerem 59/53, kościół został wpisany do rejestru zabytków Narodowego Instytutu Dziedzictwa.

## Historia
Kościół zbudowano na przełomie XV i XVI wieku. Około 1550 roku został przejęty przez ewangelików i był w ich posiadaniu aż do 1945 roku. Obiekt został wzniesiony w stylu późnogotyckim na ceglanym podmurowaniu; jest konstrukcji zrębowej, natomiast wieża szkieletowo-słupowej. Wewnątrz zachowały się polichromie ścienne z XVI wieku, przedstawiające sceny Zwiastowania, Wniebowstąpienia i Zesłania Ducha Świętego. Ołtarz główny to najstarszy na Śląsku tryptyk gotycki z 1370 roku o wysokości prawie 3 metrów. Przeniesiono go do kościoła prawdopodobnie w 1810 roku, po sekularyzacji zakonu minorytów w Opolu, a odnowiono w 1913 roku. Przedstawia koronację Matki Boskiej, poniżej znajduje się obraz Ostatniej Wieczerzy namalowany na desce (z kartusza herbowymi von Seidlitz i von Stertzrodzin).
Ambona pochodzi z XVIII wieku, z kolei drewniane epitafium Elżbiety von Frankenberg z malowidłem wotywnym i napisem po polsku wykonano w 1676 roku.
W 1614 roku w kościele znalazł się dzwon, odlany przez Jakuba Goetza we Wrocławiu, ale w okresie II wojny światowej zarekwirowano go i odstawiono do składnicy dzwonów w Hamburgu. Obecnie znajduje się w kościele ewangelickim w Fuldzie, w Niemczech.
Świątynia do dziś służy wiernym jako jedyny obiekt sakralny Bąkowa. Organy zostały zbudowane przez firmę Schlag & Söhne ze Świdnicy w 1906 roku. Instrument wraz z prospektem wpisany został do rejestru zabytków.

## Galeria

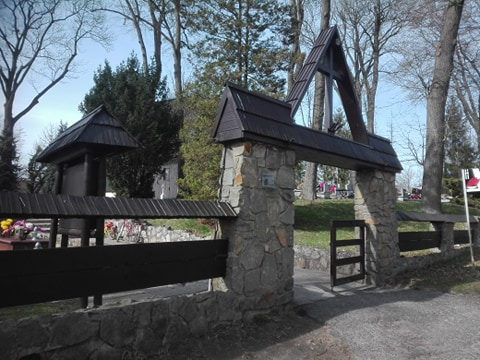

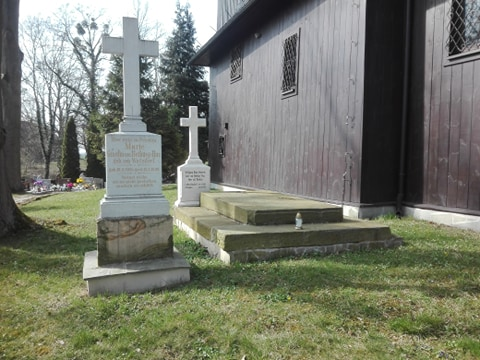

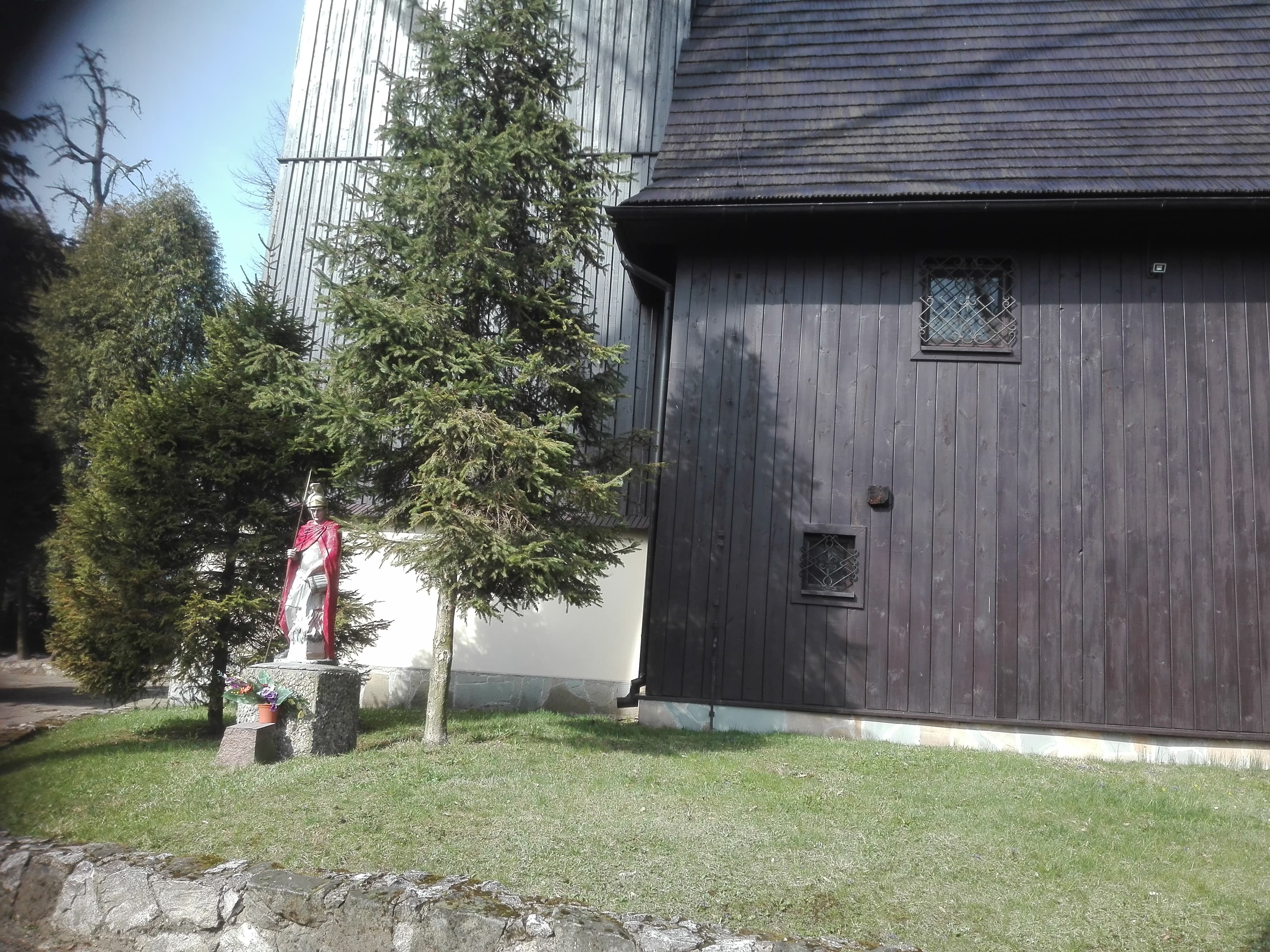
Figurka św. Floriana